# Коњиц
Коњиц је градско насеље и седиште истоимене општине у Федерацији Босне и Херцеговине, БиХ. Према прелиминарним подацима пописа становништва 2013. године, у насељеном месту Коњиц пописано је 11.165 лица.

## Географија
Налази се на крајњем сјеверу планинске Херцеговине, у централном дијелу Босне и Херцеговине, у котлини са обе стране ријеке Неретве и око ушћа Неретвине притоке Трешанице.

## Историја
Током Другог светског рата овде је вођена битка за Коњиц фебруара 1943.
У Коњицу се налази подземни војни бункер АРК Д-0, атомско склониште зидано између 1953. и 1979. године.
Овде постоји Коњичко дрворезбарство.

## Становништво
|                      | 2013.           | 1991.           | 1981.           | 1971.           | 1961.           |
| Укупно               | 10 732 (100,0%) | 13 729 (100,0%) | 11 545 (100,0%) | 9 584 (100,0%)  | 5 927 (100,0%)  |
| Бошњаци              | 9 475 (88,29%)  | 6 697 (48,78%)1 | 4 947 (42,85%)1 | 4 316 (45,03%)1 | 2 090 (35,26%)1 |
| Хрвати               | 607 (5,656%)    | 3 036 (22,11%)  | 2 566 (22,23%)  | 2 925 (30,52%)  | 1 727 (29,14%)  |
| Срби                 | 195 (1,817%)    | 2 536 (18,47%)  | 2 116 (18,33%)  | 2 000 (20,87%)  | 1 652 (27,87%)  |
| Босанци и Херцеговци | 141 (1,314%)    | –               | –               | –               | –               |
| Неизјашњени          | 127 (1,183%)    | –               | –               | –               | –               |
| Остали               | 57 (0,531%)     | 265 (1,930%)    | 50 (0,433%)     | 71 (0,741%)     | 22 (0,371%)     |
| Муслимани            | 45 (0,419%)     | –               | –               | –               | –               |
| Босанци              | 44 (0,410%)     | –               | –               | –               | –               |
| Албанци              | 18 (0,168%)     | –               | 26 (0,225%)     | 2 (0,021%)      | 7 (0,118%)      |
| Непознато            | 9 (0,084%)      | –               | –               | –               | –               |
| Југословени          | 8 (0,075%)      | 1 195 (8,704%)  | 1 755 (15,20%)  | 160 (1,669%)    | 337 (5,686%)    |
| Црногорци            | 3 (0,028%)      | –               | 60 (0,520%)     | 64 (0,668%)     | 48 (0,810%)     |
| Македонци            | 2 (0,019%)      | –               | 8 (0,069%)      | 16 (0,167%)     | 15 (0,253%)     |
| Словенци             | 1 (0,009%)      | –               | 13 (0,113%)     | 23 (0,240%)     | 23 (0,388%)     |
| Мађари               | –               | –               | 4 (0,035%)      | 7 (0,073%)      | 6 (0,101%)      |

1. 1 На пописима од 1971. до 1991. Бошњаци су пописивани углавном као Муслимани.

## Познате личности
- Анте Марковић, последњи премијер СФРЈ и први председник бившег Савеза реформских снага Југославије.
- Ранко Живак, бригадни генерал и командант ваздухопловства и противваздухопловне одбране војске Србије.
- Зуко Џумхур, путописац, сликар и карикатуриста.
- Максим Кујунџић, народни херој из Другог светског рата.
- Тијана Арнаутовић, мис Канаде 2004.
- Менсур Цакић, каратиста, европски првак 2006. и светски вицепрвак.
- Драган Стојковић Босанац, прослављени хармоникаш, композитор, аранжер и продуцент.
- Амра Халебић, поп-фолк певачица.
- Давор Јозић, фудбалер, репрезентативац бивше Југославије.